# Lalita Pawar
Lalita Pawar (Nashik, 18 april 1916 - Poona, 24 februari 1998) was een Indiaas actrice die voornamelijk in Hindi films speelde.

## Biografie
Pawar startte haar carrière al op 9-jarige leeftijd in de film Raja Harishchandra (1928). Doordat ze zo talentvol was kreeg ze algauw hoofdrollen aangeboden zoals in Diler Jigar, geregisseerd door G.P. Pawar (haar eerste echtgenoot).
Ze zette tal van goede rollen neer. In Daivi Khazana (1933) zorgde haar verschijning in een bikini voor opschudding, in Chatur Sundari speelde ze 17 verschillende personages. Aan haar succesvolle carrière als hoofdrolspeelster kwam een einde toen ze tijdens de opnames van Jung-e-Azaadi (1948) te hard geslagen werd door haar tegenspeler en blijvend oogletsel opliep. Na drie jaar revalideren ging ze weer op zoek naar werk, maar kwam niet meer in aanmerking voor hoofdrollen, ze nam toch aan wat er op haar pad kwam, en dat waren rollen als de slechterik. Haar eerste rol als de gemene schoonmoeder was in Dahej (1950). Haar populariteit en bekendheid steeg hiermee. Het leverde haar ook een rol op in de televisieserie Ramayana.
Lalita Pawar speelde in 70 jaar tijd in meer dan 300 films, haar laatste film was Laash (1998), kort erna overleed ze aan de gevolgen van mondkanker.